# Гарріс (Міннесота)
Гарріс (англ. Harris) — місто (англ. city) в США, в окрузі Чисаго штату Міннесота. Населення — 1111 особа (2020).

## Географія
Гарріс розташований за координатами 45°35′48″ пн. ш. 92°59′19″ зх. д. / 45.59667° пн. ш. 92.98861° зх. д. (45.596621, -92.988711).  За даними Бюро перепису населення США в 2010 році місто мало площу 51,95 км², з яких 51,64 км² — суходіл та 0,32 км² — водойми.

## Демографія
Згідно з переписом 2010 року, у місті мешкали 1132 особи в 423 домогосподарствах у складі 315 родин. Густота населення становила 22 особи/км².  Було 449 помешкань (9/км²).
Расовий склад населення:
| - 97,3 % — білих - 0,9 % — корінних американців - 0,9 % — чорних або афроамериканців - 0,1 % — азіатів |

До двох чи більше рас належало 0,6 %. Частка іспаномовних становила 1,6 % від усіх жителів.
За віковим діапазоном населення розподілялося таким чином: 22,7 % — особи молодші 18 років, 65,6 % — особи у віці 18—64 років, 11,7 % — особи у віці 65 років та старші. Медіана віку мешканця становила 41,8 року. На 100 осіб жіночої статі у місті припадало 113,2 чоловіків;  на 100 жінок у віці від 18 років та старших — 117,1 чоловіків також старших 18 років.
Середній дохід на одне домашнє господарство  становив 65 882 долари США (медіана — 50 833), а середній дохід на одну сім'ю — 76 884 долари (медіана — 65 417). За межею бідності перебувало 10,5 % осіб, у тому числі 10,0 % дітей у віці до 18 років та 12,9 % осіб у віці 65 років та старших.
Цивільне працевлаштоване населення становило 465 осіб. Основні галузі зайнятості: освіта, охорона здоров'я та соціальна допомога — 32,3 %, виробництво — 11,4 %, роздрібна торгівля — 10,5 %.